# 张宥
张宥（7世纪—8世纪），唐朝将官。或误作张宽。
唐玄宗开元二十六年（738年），因西川节度使王昱为吐蕃所败，玄宗下诏以时任华州刺史张宥为益州长史、剑南防御使，主客员外郎章仇兼琼为益州司马、防御副使。张宥是文吏，素无攻战之策，军事都由章仇兼琼做主。
当时杨钊在西川军中，因军屯优异当升迁，张宥厌恶他，笞责他，但他仍因优异被迁为新都尉。
二十七年（739年）十一月，章仇兼琼入奏时盛称攻取安戎城之策，玄宗很喜悦，徙张宥为光禄卿，提拔章仇兼琼知益州长史事，十二月，以他代张宥为节度使，并为他亲自谋划取城之计。先前张宥奏鲜于仲通充剑南采访支使，图谋攻取安戎城，只与鲜于仲通计画，幕中之事都咨询鲜于仲通。章仇兼琼厌恶鲜于仲通，代为节度使后就收捕了他，一个多月后才释放。